# Coelichneumon cyaniventrops
Coelichneumon cyaniventrops är en stekelart som beskrevs av Heinrich 1966. Coelichneumon cyaniventrops ingår i släktet Coelichneumon och familjen brokparasitsteklar. Inga underarter finns listade i Catalogue of Life.